# Tobias Sammet

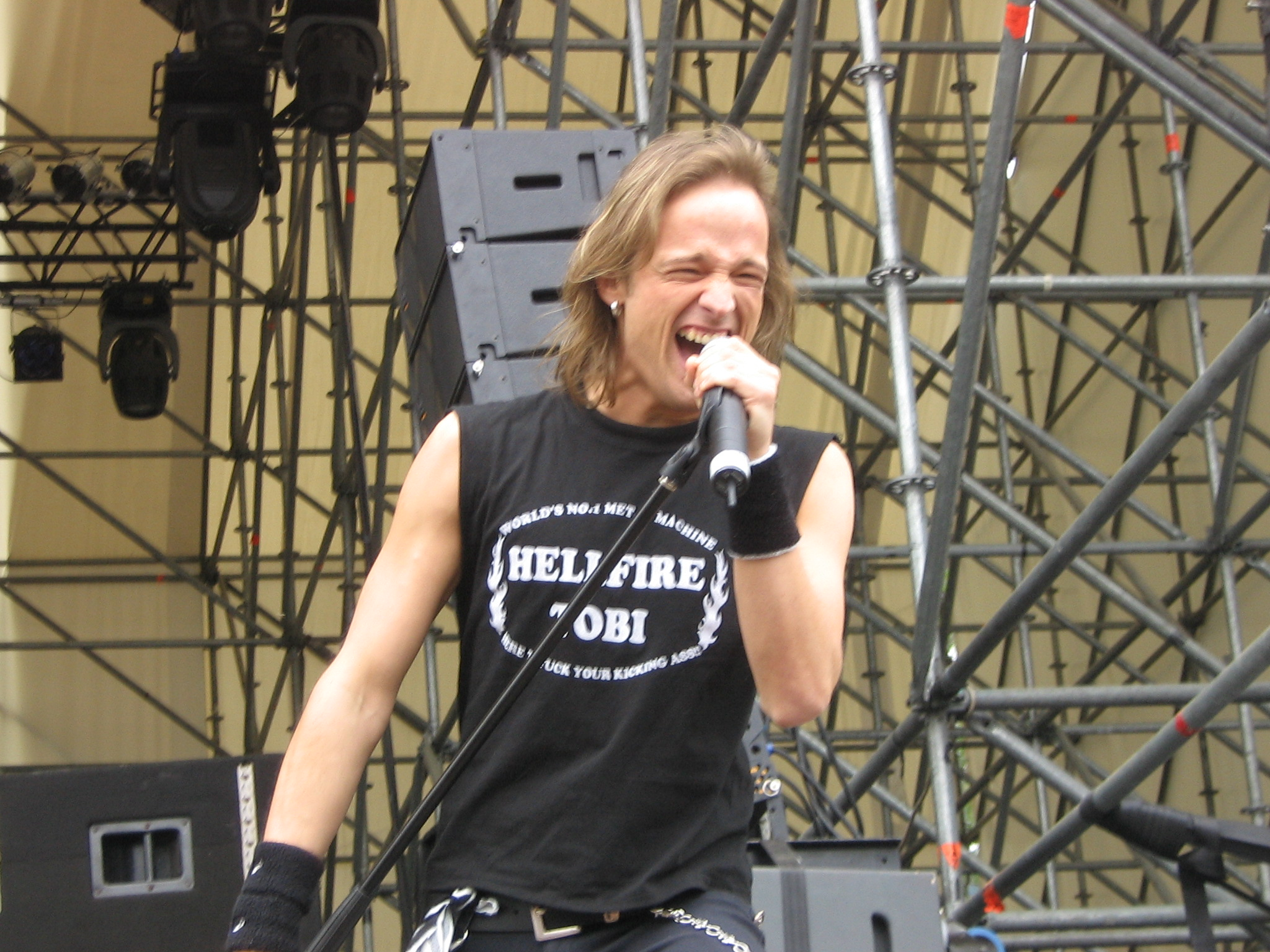
Tobias Sammet tijdens Gods of Metal (2006)

Tobias Sammet (Rückers, bij Fulda, 1 november 1977) is een Duitse zanger. 
Sammet is de zanger van de powermetalband Edguy. Hij is ook bekend geworden door de Metal Opera Avantasia. In februari 1992 begon hij de band Edguy met zijn vrienden (Dirk Sauer, Tobias Exxel, Felix Bohnke, Jens Ludwig), ze traden op in onder meer Europa, Azië, Australië en Zuid- en Midden-Amerika.

Ze waren een van de eerste westerse rockbands die speelden in Israël en China.  
- Bibsys: 12073544
- Bibliothèque nationale de France: cb14044279b (data)
- Gemeinsame Normdatei: 135246709
- International Standard Name Identifier: 0000 0000 7841 268X
- Library of Congress Control Number: no2017035441
- MusicBrainz: bde1d87c-a898-4273-9667-036bf0ac5e84
- Nationale Bibliotheek van Tsjechië: xx0071805
- Virtual International Authority File: 85767744
- WorldCat: E39PBJfGY33FRYbVQQvt4vRR8C